# Rodniki
Rodniki (rusky Родники) jsou město v Ivanovské oblasti v Ruské federaci. Při sčítání lidu v roce 2010 měly přes šestadvacet tisíc obyvatel.

## Poloha a doprava
Rodniki leží na potoce Jukša v povodí Volhy. Od Ivanova, správního střediska oblasti, jsou vzdáleny přibližně padesát kilometrů východně, od Moskvy, hlavního města federace, přibližně šest set kilometrů severovýchodně. Nejbližší větší město je Vičuga přibližně patnáct kilometrů severovýchodně.
Nejdůležitější silniční spojení mají Rodniky na západ do Ivanova, na jih do Šuji (a dále do Kovrova) a na severovýchod do Vičugy (a dále do Kiněšmy).

## Dějiny
První zmínka o Rodnikách je z roku 1606, kdy vesnice patřila suzdalskému klášteru. Koncem 18. století zde vznikají textilní podniky a v roce 1820 je založena továrna, které se později s 10 000 zaměstnanci stane jednou z největších textilek v ruském impériu. Ta svému účelu sloužila dál i po znárodnění po říjnové revoluci v roce 1917.
Od roku 1918 jsou Rodniki městem. 

### Rodáci
- Nikolaj Nikolajevič Solovjov (1931–2007), sovětský zápasník